# Tripadvisor
Tripadvisor ist eine US-amerikanische Touristikwebsite, die dem Nutzer individuelle Erfahrungsberichte bietet, um den Urlaub zu planen. Es gibt Bewertungen und Erfahrungsberichte zu über 1,8 Millionen Geschäften, 4,2 Millionen Restaurants, 1,1 Millionen Hotels und B&Bs, 830.000 Ferienwohnungen und 730.000 Sehenswürdigkeiten in 135.000 Reisezielen (Stand: Mitte 2016). Geboten werden Erfahrungsberichte und Beurteilungen von Reisenden, Links zu Berichten aus Zeitungen, Zeitschriften und Reiseführern sowie Reiseforen.

## Geschichte
Tripadvisor wurde im Februar 2000 gegründet und 2004 von der InterActiveCorp erworben. Finanziert wurde die Gründung von Flagship Ventures, der Bollard Group und privaten Investoren. Bei IAC wurde Tripadvisor Teil des Reisekonzerns Expedia, der im August 2005 als selbständiges Unternehmen an die Börse gebracht wurde. Im Dezember 2011 wiederum wurde die Tripadvisor Mediengruppe von Expedia Inc. abgespalten, indem die Aktionäre für eine alte Expedia-Aktie eine neue Expedia-Aktie und zusätzlich eine neue Aktie von Tripadvisor erhielten. Tripadvisor, Inc. wird seit dem 21. Dezember 2011 als separates Unternehmen an der Börse NASDAQ Global Select unter dem Symbol „TRIP“ gelistet.
Neben der eigenen Website betreibt Tripadvisor auch noch Websites unter 24 weiteren Marken, wobei nur wenige davon eine deutsche Seite anbieten. Darunter: AirfareWatchdog, BookingBuddy, Citymaps, CruiseCritic, Family Vacation Critic, FlipKey, GateGuru, Holiday Lettings, Holiday Watchdog, HouseTrip, Independent Traveler, Jetsetter, TheFork (lafourchette, eltenedor, iens, BestTables, Dimmi, Bookatable), Niumba, Onetime, Oyster, SeatGuru, SmarterTravel, Tingo, TravelPod, Tripbod, VacationHomeRentals, Viator, VirtualTourist.
Das Unternehmen betreibt Websites unter der Marke Tripadvisor international in vielen Sprachen und Ländern, darunter Australien, Belgien, Brasilien, China, Deutschland, Dänemark, Frankreich, Finnland, Griechenland, Großbritannien, Indien, Indonesien, Irland, Italien, Japan, Kanada, Mexiko, Niederlande, Norwegen, Österreich, Polen, Portugal, Russland, Schweden, Schweiz, Singapur, Spanien, Thailand, Türkei, USA, Vietnam.

## Nutzung
Nach eigenen Angaben hat die Site monatlich über 450 Millionen Besucher und insgesamt mehr als 661 Millionen Bewertungen resp. Erfahrungsberichte zu 7,7 Millionen Unterkünften, Restaurants und Sehenswürdigkeiten auf ihren Seiten. In die Erfahrungsberichte sind 32 Millionen Fotos eingebunden, es gibt fast 80 Millionen kontaktierbare Mitglieder. Da die Erfahrungsberichte von Tripadvisor über Widgets auch auf anderen Seiten eingebunden sind, werden die Inhalte von Tripadvisor aber noch von deutlich mehr Menschen gelesen.
Zu den Anzeigenkunden von Tripadvisor gehören Online-Reiseagenturen wie Expedia, Hotels.com, Orbitz, Hotwire, Priceline und Travelocity oder IHG, Hotel.de, Hyatt und American Airlines. Neben Tripadvisor werden 24 weitere Reisemarken betrieben.
Erstellte Bewertungen (Artikel) von Mitgliedern können nach ihrer Veröffentlichung nicht mehr verändert bzw. korrigiert werden, Übersetzungen in andere als die Ausgangssprache werden maschinell vorgenommen. Erfahrungsberichte und Fotos können von Nutzern und Besuchern bewertet werden. Je nach Anzahl an Beiträgen, Foto-Uploads und Bewertungen werden Mitglieder seit 2015 in eine von sechs „Beitragsstufen“ eingeordnet, zusätzlich werden im Profil über Badges die Anzahl an Erfahrungsberichten und Bewertungen angezeigt.
Fast eine Million Bewertungen, die zur Aufnahme auf Tripadvisor eingereicht wurden – das entspricht 3,6 % der Gesamtzahl – wurden 2020 von der Website als betrügerisch eingestuft. In ihrem zweiten Transparenzbericht vom Oktober 2021 – der erste wurde 2019 veröffentlicht – gab die Reiseberatungsplattform an, dass 67,1 % der gefälschten Bewertungen erfasst wurden, bevor sie durch ihren Pre-Posting-Moderationsalgorithmus auf die Plattform gelangten. Insgesamt habe Tripadvisor im Berichtszeitraum 34.605 Unterkünfte wegen betrügerischer Aktivitäten bestraft und 20.299 Mitglieder gesperrt.

## Kritik
2015 gelang es der italienischen Zeitung Italia a Tavola, ein nicht existentes Restaurant bei Tripadvisor anzumelden. Dieses Restaurant wurde anschließend so oft und gut bewertet, dass es nach einem Monat als das beste Restaurant in der Stadt angezeigt wurde. Daraus schloss die Tageszeitung, dass es gravierende Lücken im Bewertungssystem von Tripadvisor gebe. Tripadvisor dementierte diese Behauptung und argumentierte, dass man den Eintrag bereits intern als Fake erkannt habe. Außerdem zeige dieses Experiment nicht, dass das Bewertungssystem von Tripadvisor fehlerhaft sei, da es sich hierbei um einen Täuschungsversuch gehandelt habe, den man so nicht erwarten würde.
Im Dezember 2018 verhängten die italienischen Behörden eine Geldstrafe von 500.000 Euro gegen Tripadvisor, nachdem sie entschieden hatten, dass sie nicht genügend Mechanismen eingeführt hatten, um die Verbraucher vor falschen Bewertungen zu schützen.
Die international tätige Tierschutzorganisation World Animal Protection kritisiert Tripadvisor bzw. das 2014 von Tripadvisor übernommene Unternehmen Viator für den Verkauf von Tickets zu Attraktionen wie Elefantenreiten oder Hai-Käfig-Tauchen, da diese mit Tierquälerei einhergehen sollen. Nach weiteren Protesten stoppte Tripadvisor 2016 den Verkauf solcher Tickets. Im Zuge dessen wurden neue Buchungs- und Schulungsrichtlinien von Tripadvisor ins Leben gerufen, die dazu beitragen sollen, dass die Gesundheits- und Sicherheitsstandards von Tieren verbessert werden, insbesondere in Regionen und Geschäftsbereichen mit begrenztem regulatorischem Schutz.
Des Weiteren gibt es Beschwerden über gelöschte Bewertungen, die sich auf Vergewaltigungen in mexikanischen Hotels beziehen. Tripadvisor entschuldigte sich daraufhin und stellte 2017 einen Post aus dem Jahr 2010 wieder her. Die Firma gab an, dass der Post gegen die damaligen Bestimmungen für Kommentare verstieß, weshalb er gelöscht wurde. Ein daraufhin von Tripadvisor eingeführtes System, mit dem Hotels, in denen sich solche Vorfälle ereigneten, gekennzeichnet werden, stellte sich allerdings ebenfalls als problematisch heraus, da Tripadvisor nur Hotels kennzeichnete, zu denen keine Kommentare existierten, die auf akute Mängel hinwiesen. Diese Kennzeichnung bleibt allerdings nur über drei Monate hin bestehen und wird danach wieder gelöscht. Die Kennzeichnung kann allerdings darüber hinaus bestehen bleiben, wenn der Mangel weiterhin besteht. Dieses System sei allerdings nicht dafür gedacht die Hotels oder andere Einrichtungen zu bestrafen, sondern diene in erster Linie als Information für Nutzer.

## Auszeichnungen
Im April 2019 erhielt Tripadvisor die Auszeichnung des America’s Best Midsize Employers 2019 von Forbes.